# Арока
Аро́ка (порт. Arouca; МФА: [ɐ.ˈɾo.kɐ]) — муніципалітет і містечко в Португалії, в окрузі Авейру. Розташований у північно-західній частині країни, на теренах історичної португальської провінції Бейра. Належить до Авейрівської діоцезії Католицької церкви в Португалії. Права міського самоврядування має з 1132 року. Поділяється на 16 парафій. За адміністративним поділом, чинним до 1976 року, був складовою провінції Берегове Дору. Площа муніципалітету — 329,11 км², населення муніципалітету — 22359 ос. (2011); густота населення — 67,94 осіб/км²
. Патрон — свята Мафалда. Святковий день муніципалітету — 2 травня. Поштовий індекс — 4540.  Код місцевої адміністративної одиниці — 0104. Складова статистичного регіону Північ.

## Назва
- Аро́ка (порт. Arouca, МФА: [ɐ.ˈɾo.kɐ]) — сучасна назва.
- Аро́ука, Аро́вка (ісп. і ст.-порт. Arouca, /ɐˈɾowkɐ/) — іспанська і старопортугальська назви.

## Географія
Арока розташована на північному заході Португалії, на північному сході округу Авейру.
Розташоване за 47 км на північний схід від міста Авейру.
Арока межує на півночі з муніципалітетами Каштелу-де-Пайва і Сінфайнш, на сході — з муніципалітетом Каштру-Дайре, на південному сході — з муніципалітетом Сан-Педру-ду-Сул, на півдні — з муніципалітетом Вале-де-Камбра, на південному заході — з муніципалітетом Олівейра-де-Аземейш, на північному заході — з муніципалітетами Санта-Марія-да-Фейра та Гондомар.

### Клімат
| Клімат Арока            | Клімат Арока | Клімат Арока | Клімат Арока | Клімат Арока | Клімат Арока | Клімат Арока | Клімат Арока | Клімат Арока | Клімат Арока | Клімат Арока | Клімат Арока | Клімат Арока | Клімат Арока |
| Показник                | Січ.         | Лют.         | Бер.         | Квіт.        | Трав.        | Черв.        | Лип.         | Серп.        | Вер.         | Жовт.        | Лист.        | Груд.        | Рік          |
| Середній максимум, °C   | 13,5         | 14,3         | 16,2         | 17,5         | 19,6         | 22,7         | 24,7         | 25,0         | 24,0         | 20,9         | 16,7         | 13,9         | 19,1         |
| Середня температура, °C | 9,3          | 10,1         | 11,5         | 12,9         | 15,1         | 18,1         | 19,9         | 19,8         | 19,0         | 16,2         | 12,3         | 9,9          | 14,5         |
| Середній мінімум, °C    | 5,1          | 5,9          | 6,8          | 8,3          | 10,6         | 13,5         | 15,0         | 14,6         | 13,9         | 11,4         | 7,9          | 5,9          | 9,9          |
| Днів з опадами          | 14           | 13           | 11           | 10           | 9            | 6            | 2            | 3            | 6            | 10           | 12           | 12           | 108          |
| ----------------------- | ------------ | ------------ | ------------ | ------------ | ------------ | ------------ | ------------ | ------------ | ------------ | ------------ | ------------ | ------------ | ------------ |
| Джерело: www.yr.no      |              |              |              |              |              |              |              |              |              |              |              |              |              |

## Історія
Поселення Арока виникло в Х столітті біля Ароцького монастиря, що належав бенедиктинцям.
1132 року португальський граф Афонсу І надав примонастирській Ароці форал, яким визнав за поселенням статус містечка та муніципальні самоврядні права.
У 1226—1229 роках, стараннями інфанти Мафалди, Ароцький монастир перейшов до Ордену цистеріанців. 1256 року її поховали у цій обителі, а 1792 року — беатифікували. Монастир, який користувався патронатом королівського дому Португалії, а також культ Мафалди сприяли розвитку містечка Арока.

## Населення
| Кількість мешканців | Кількість мешканців | Кількість мешканців | Кількість мешканців | Кількість мешканців | Кількість мешканців | Кількість мешканців | Кількість мешканців | Кількість мешканців | Кількість мешканців | Кількість мешканців | Кількість мешканців | Кількість мешканців | Кількість мешканців | Кількість мешканців |
| ------------------- | ------------------- | ------------------- | ------------------- | ------------------- | ------------------- | ------------------- | ------------------- | ------------------- | ------------------- | ------------------- | ------------------- | ------------------- | ------------------- | ------------------- |
| 1864                | 1878                | 1890                | 1900                | 1911                | 1920                | 1930                | 1940                | 1950                | 1960                | 1970                | 1981                | 1991                | 2001                | 2011                |
| 15 128              | 15 624              | 16 109              | 16 957              | 18 317              | 20 453              | 21 433              | 23 059              | 26 427              | 26 378              | 23 840              | 23 896              | 23 894              | 24 227              | 22 359              |

## Парафії
1. Алваренга
2. Арока і Бургу (до 2013: Арока, Бургу)
3. Варзея
4. Ешкаріш
5. Кабрейруш і Албергарія-да-Серра (до 2013: Кабрейруш, Албергарія-да-Серра)
6. Канелаш і Ешпіунка (до 2013: Канелаш, Ешпіунка)
7. Ковелу-де-Пайво і Жанарде (до 2013: Ковелу-де-Пайво, Жанарде)
8. Мансореш
9. Молдеш
10. Россаш
11. Сан-Мігел-ду-Мату
12. Санта-Еулалія
13. Тропесу
14. Урро
15. Фермеду
16. Шаве

## Пам'ятки
- Ароцький монастир — колишній цистеріанський монастир XIII—XIX століття.
- Каплиця Будинку Милосердя
- Церква святого Михаїла в Урро

## Міста-побратими
Арока підтримує дружні стосунки з такими містами:
1. – Сантус, Бразилія
2. – Поліньї, Франція (1998)
3. – Чжанцзяцзе, КНР[4].